# Tadeusz Chmielewski (aktor)

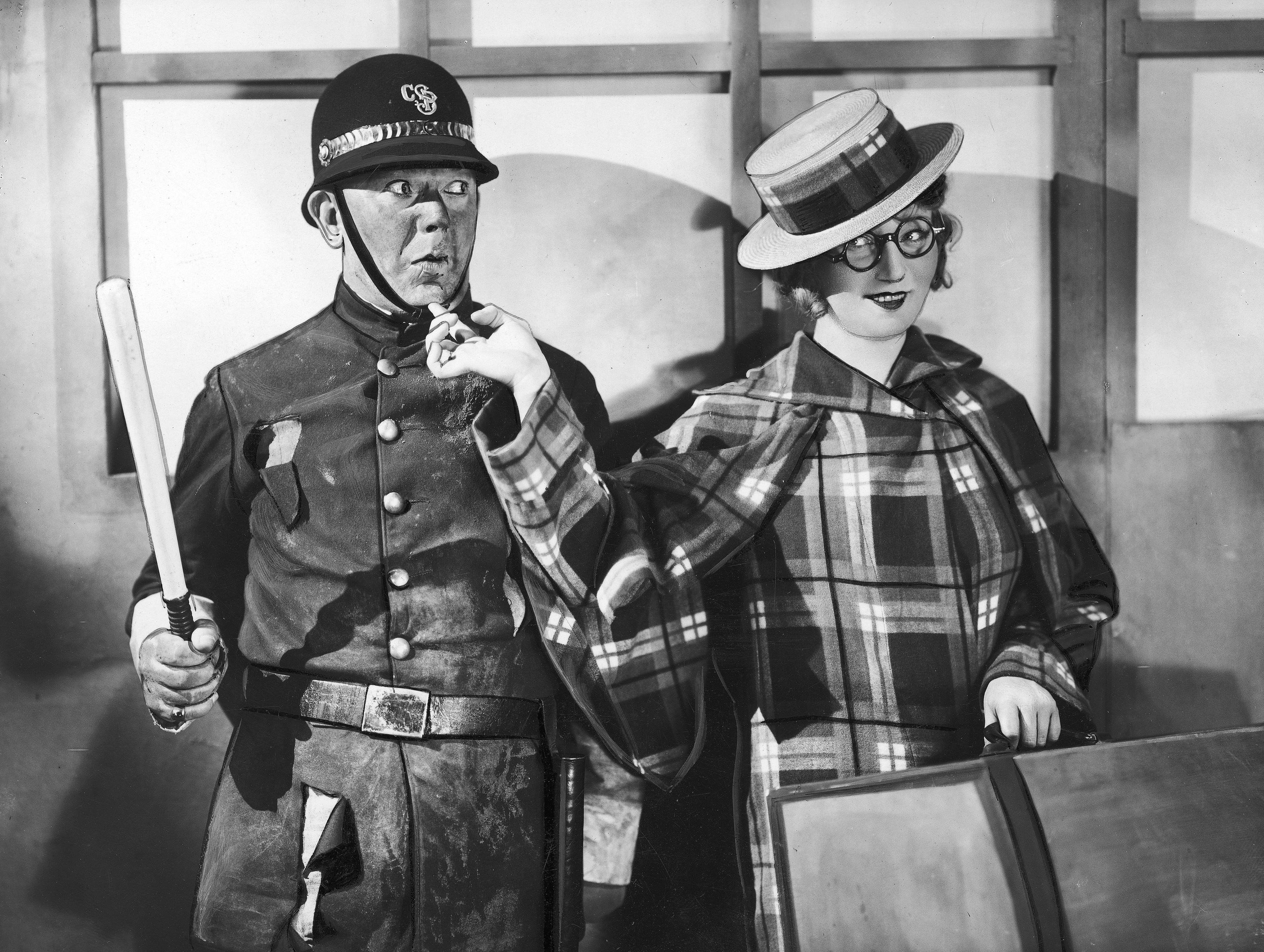
Tadeusz Chmielewski i Maria Modzelewska w przedstawieniu Jill i Jim w Teatrze Polskim w Warszawie (lipiec 1932).

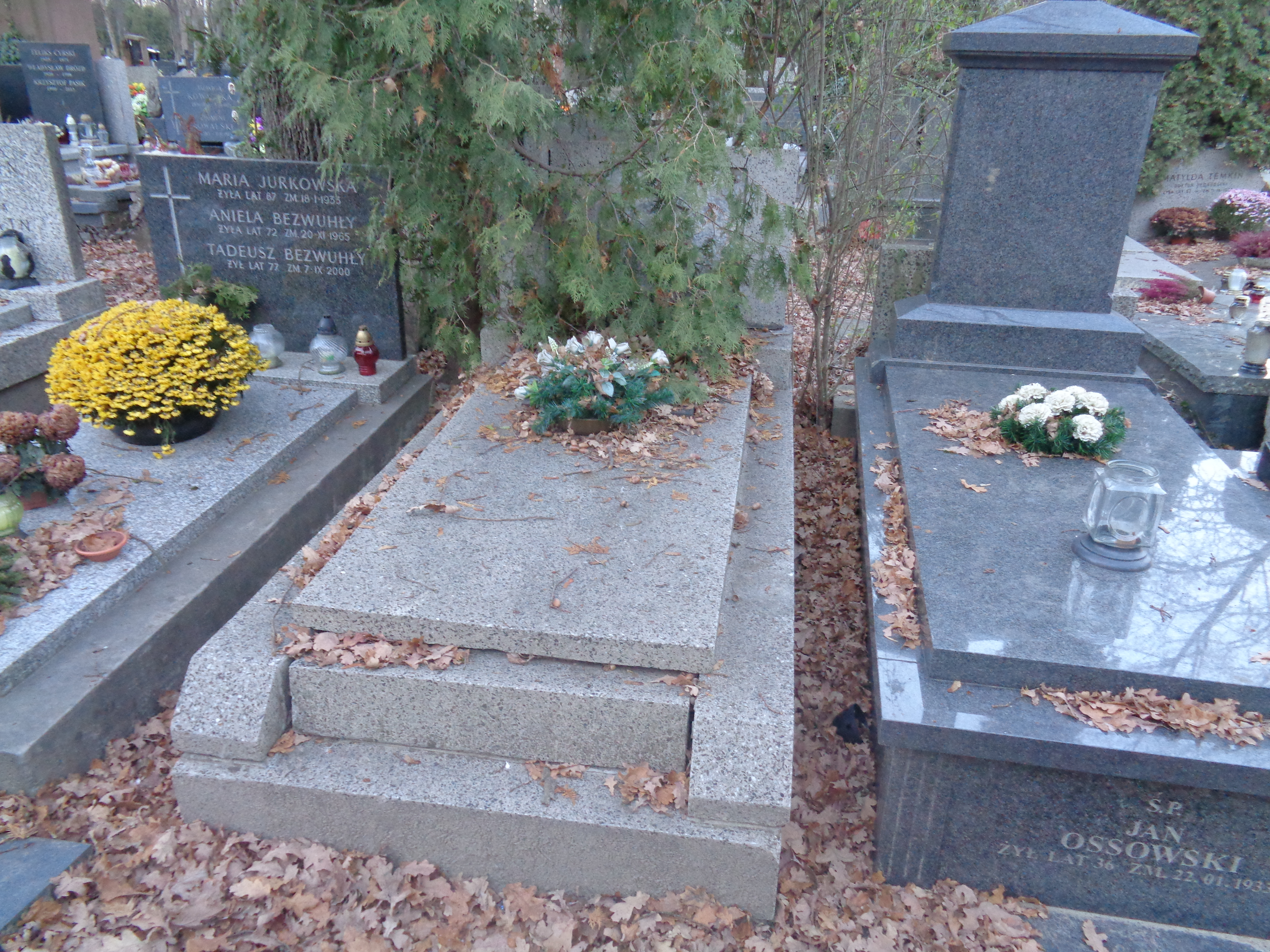
Grób Tadeusza Chmielewskiego na cmentarzu Wojskowym na Powązkach

Tadeusz Chmielewski (ur. 8 lipca 1892 w Warszawie, zm. 14 lipca 1970 w Legionowie) – polski aktor i reżyser teatralny.

## Życiorys
Urodził się w rodzinie Andrzeja i Antoniny z domu Pacholczyk. Po ukończeniu czterech klas gimnazjum, w latach 1910–1912 uczył się w warszawskiej Szkole Aplikacyjnej. Występował na scenach teatrów w Warszawie (1912, 1915–1922, 1931–1939), Sosnowcu (1913), Kijowie (1914–1915), Poznaniu (1922–1930) i Lwowie (1930/31).
Podczas okupacji niemieckiej występował w warszawskich teatrach jawnych: Komedia, Nowości, Rozmaitości Jar, Maska; grał też w oficjalnym Teatrze Powszechnym w Krakowie.
W 1945 występował w Warszawie, następnie wyjechał do Poznania, gdzie w latach 1945–1946 grał w Teatrze Nowym, a w latach 1946–1949 w Teatrze Polskim. W sezonie 1949/50 był reżyserem i kierownikiem artystycznym Teatru Komedia Muzyczna. W 1950 powrócił do Warszawy i zaangażował się do Teatru Powszechnego, w którym pozostał do końca 1954. W latach 1955–1957 był w zespole Teatru Domu Wojska Polskiego, w latach 1957–1968 występował na scenach Teatru Klasycznego i Rozmaitości. Od 1951 grał także w słuchowiskach Teatru Polskiego Radia. 1 września 1968 przeszedł na emeryturę. 
Zmarł w Legionowie, spoczywa na cmentarzu Wojskowym na Powązkach (kwatera 19B-6-26).

## Filmografia
- 1933: Szpieg w masce
- 1937: Płomienne serca jako profesor w gimnazjum
- 1956: Szkice węglem jako dziedzic Skorabiewski
- 1967: Karykatury (spektakl telewizyjny) jako Pan Borkowski
- 1969: Jak rozpętałem drugą wojnę światową jako marynarz

## Ordery i odznaczenia
- Krzyż Komandorski Orderu Odrodzenia Polski (1967)[3]
- Krzyż Kawalerski Orderu Odrodzenia Polski (15 lipca 1954)[4]
- Medal 10-lecia Polski Ludowej (19 stycznia 1955)[5]